# Robert Bauser
Robert Bauser (* 6. März 1908 in Jebenhausen; † 26. Oktober 2001 in Göppingen) war ein deutscher Politiker der Kommunistischen Partei Deutschlands (KPD).
Bauser war Schlosser. 1946 gehörte er der Vorläufigen Volksvertretung von Württemberg-Baden an. Später war er als Sozialreferent tätig.